# Pedro de Mascarenhas
Pour les articles homonymes, voir Mascarenhas (homonymie).
Pedro de Mascarenhas, né vers 1484 à Mértola (Portugal) et mort le 23 juin 1555 à Goa (Inde), est un navigateur, explorateur et diplomate portugais.
Il passe pour être le découvreur du groupe d'îles auquel son compatriote Diogo Rodrigues a donné son nom : l'archipel des Mascareignes, à l'est de Madagascar, qui comprend trois îles : Maurice, La Réunion et Rodrigues. L'atoll d'Agaléga et les écueils des Cargados Carajos (Saint-Brandon) dépendent administrativement de l'île Maurice mais l'atoll de Diego Garcia, revendiqué par l'île Maurice, est une base militaire américaine sous administration britannique.

## Biographies
C'est grâce à l'impulsion donnée aux voyages d'exploration par la fondation, en 1499, de la Casa da India (Compagnie des Indes portugaises ayant pour objectif de contrôler le commerce colonial), que Mascarenhas, fils de famille fortunée, assembla une flotte de bateaux avec laquelle il entreprit une série de voyages d'exploration et de commerce d'épices sur les côtes du Nord de l'Afrique et du Mozambique.
Mascarenhas servit dans la flotte du troisième vice-roi des Indes portugaises, Don Garcia de Noronha.
Fin 1511, quand il apprit, alors qu'il était dans les environs du cap de Bonne-Espérance, le soulèvement de la région de Goa (fomenté vraisemblablement par Adil Shah, qui voulait débarrasser la péninsule indienne d'Albuquerque et des Portugais), il prit l'initiative de détacher une flotte pour trouver un moyen plus rapide d'atteindre l'Inde. À l'époque, la longue route vers l'Inde se faisait par cabotage le long de la côte est de l'Afrique jusqu'à la côte de Malabar. Mascarenhas mit donc cap vers l'est dans des eaux non connues et découvrit, dès 1513, le groupe d'îles qui porte aujourd'hui son nom. Dans sa route vers l'Inde, il aurait également découvert Diego Garcia.
De 1525 à 1526, Mascarenhas sert comme Capitaine-Major à Malacca (Malaisie).
De ses activités postérieures réalisées grâce au prestige de son voyage et de ses découvertes, on sait qu'il participa à une expédition à Tunis en 1535. Il représenta également les intérêts portugais à Rome à la suite de sa nomination au poste d'ambassadeur par le roi João III.
En 1554, Mascarenhas fut nommé vice-roi de Goa de l'Inde portugaise. On suppose qu'il mourut neuf mois plus tard à Goa à l'âge de 71 ans.